# Failford
Failford är en ort i Australien. Den ligger i kommunen Gloucester Shire och delstaten New South Wales, i den sydöstra delen av landet, omkring 230 kilometer nordost om delstatshuvudstaden Sydney. Antalet invånare är 549.
Närmaste större samhälle är Forster, omkring 12 kilometer sydost om Failford. 
I omgivningarna runt Failford växer i huvudsak städsegrön lövskog. Runt Failford är det glesbefolkat, med 9 invånare per kvadratkilometer. Genomsnittlig årsnederbörd är 1 554 millimeter. Den regnigaste månaden är februari, med i genomsnitt 287 mm nederbörd, och den torraste är oktober, med 44 mm nederbörd.